# Centralbøhmen
Centralbøhmen (tjekkisk: Středočeský kraj) er en administrativ region i Tjekkiet, beliggende midt i det historiske Bøhmen i Tjekkiet. Regionens administrationcenter er Prag som ligger som en enklave midt i regionen, men ikke er en del af den, da hovedstaden udgør en selvstændig region.

## Distrikter (okresy)
Regionen består af 1.148 kommuner, der er fordelt i 12 distrikter. Det største er Benešov, det befolkningsrigeste Kladno.
| 1. Benešov 2. Beroun 3. Kladno 4. Kolín 5. Kutná Hora 6. Mělník 7. Mladá Boleslav 8. Nymburk 9. Praha-východ Prag-Øst 10. Praha-západ Prag-Vest 11. Příbram 12. Rakovník |

## Større byer
- Beroun
- Benešov
- Brandýs nad Labem-Stará Boleslav
- Čáslav
- Dobřichovice
- Dobříš
- Kladno
- Kolín
- Kostelec nad Černými lesy
- Kralupy nad Vltavou
- Kutná Hora
- Mělník
- Mladá Boleslav
- Mnichovice
- Nymburk
- Poděbrady
- Příbram
- Rakovník
- Říčany
- Slaný
- Vlašim

## Slotte og borge
- Borgen Karlštejn
- Slottet Konopiště
- Borgen Křivoklát
- Slottet Lány

## Galleri
- Stenbruddet Velká Amerika
- Bezděz Slot
- Český Šternberk  Slot
- Elben i Poděbrady
- Jílové u Prahy jernbanestation
- ESSO kraftværk i Kolín
- Karlštejn Slot
- Kladno
- Kolín, St. Bartholomew kirke
- Konopiště  Slot
- Landskabet omkring landsbyen Kopeč  (distriktet Mělník)
- Udsigt fra Hostibejk-bakken mod Kralupy nad Vltavou
- Kutná Hora, Sankt Barbara kirken ved nat
- Lány Slot
- Observationstårn på  Macekbakken ved Nové Strašecí
- Mladá Boleslav
- Mnichovice
- Nymburk
- Stará Boleslav
- Mineskaktbygning ved  Ševčínminen i Příbram
- Hovedgaden i Rakovník
- Třebešice Slot